# Heidemarie Uhl

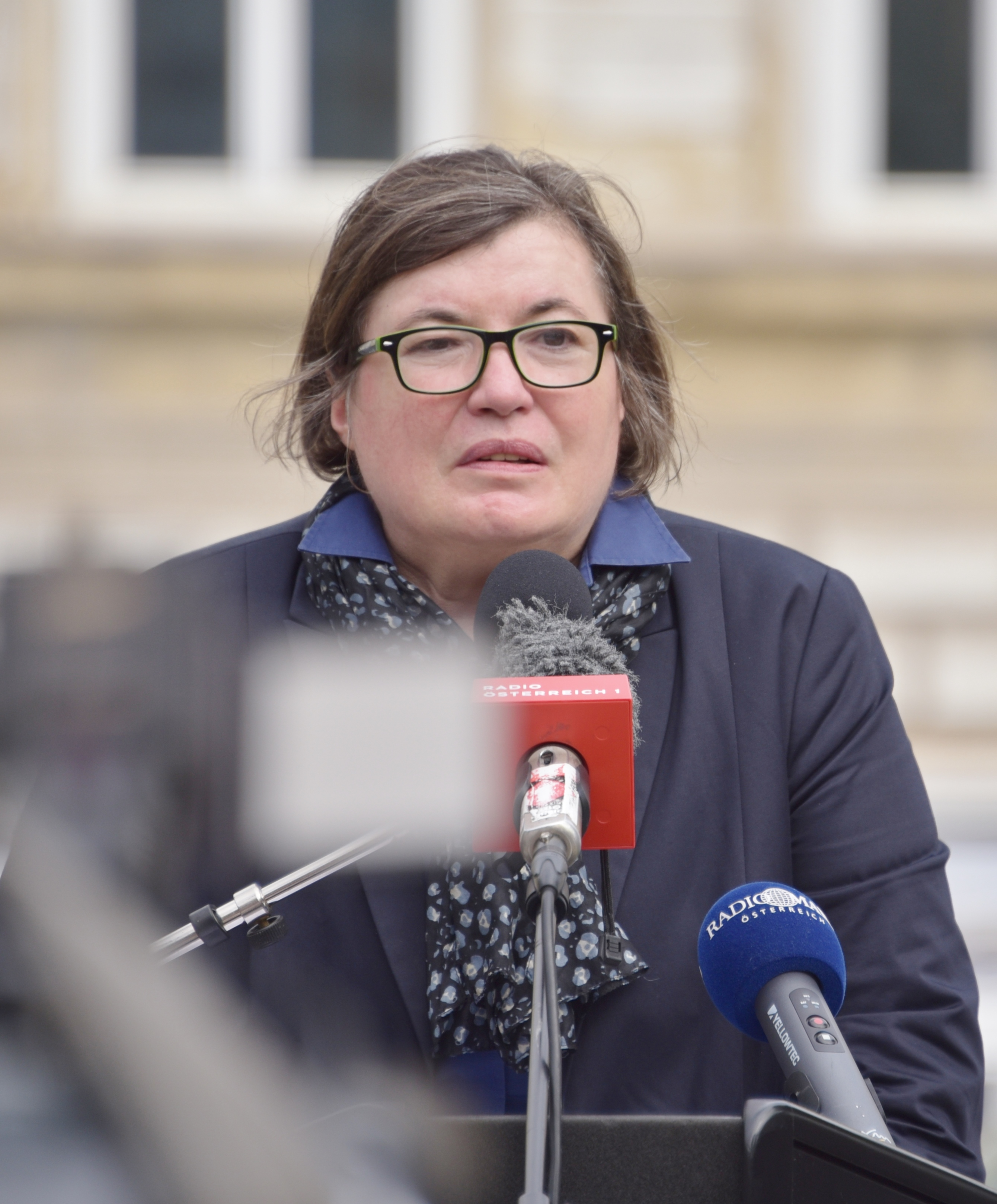
Heidemarie Uhl, 2017

Heidemarie Uhl (geboren am 17. September 1956 in Feldbach; gestorben am 11. August 2023) war eine auf die Zeitgeschichte spezialisierte österreichische Historikerin; Fokus ihrer Arbeit waren die Zeit des Nationalsozialismus, die Gedächtniskultur und die Gedächtnispolitik.

## Leben
Heidemarie Uhl studierte Geschichte und Germanistik an der Universität Graz. Sie wurde mit der 1992 erschienen Arbeit „Zwischen Versöhnung und Verstörung: eine Kontroverse um Österreichs historische Identität fünfzig Jahre nach dem ‚Anschluss‘“ promoviert, welche als „Schlüsselwerk“ österreichischer Erinnerungskultur charakterisiert wurde. Im Jahr 2005 erfolgte ihre Habilitation in Graz in Allgemeiner Zeitgeschichte. Sie arbeitete seit 1988 an der Abteilung Zeitgeschichte der Universität Graz an drittmittelfinanzierten Forschungsprojekten und ab 1989 als Lehrbeauftragte. Seit 2001 war Heidemarie Uhl Mitarbeiterin am Institut für Kulturwissenschaften und Theatergeschichte der Österreichischen Akademie der Wissenschaften. Sie hielt regelmäßig Lehrveranstaltungen an der Universität Wien ab.
Ihre Forschungsschwerpunkte lagen in den Bereichen „Memory Studies – Gedächtniskultur und Geschichtspolitik mit Schwerpunkt Nationalsozialismus / Zweiter Weltkrieg / Holocaust“, bei der „Österreichischen Zeitgeschichte im europäischen Kontext“ sowie im Bereich „Kultur und Identität in Zentraleuropa um 1900“.
Uhl war wissenschaftliche Mitarbeiterin am Internationalen Forschungszentrum Kulturwissenschaften in Wien und am Berliner Kolleg für Vergleichende Geschichte Europas. Gastprofessorin war sie an der Hebräischen Universität Jerusalem, der Universität Straßburg, der Andrássy Universität Budapest und an der Stanford University. Sie war Mitglied der österreichischen Delegation zur International Holocaust Remembrance Alliance und Mitglied des internationalen wissenschaftlichen Beirats des Hauses der Geschichte Österreich sowie im Beirat zur Errichtung von Gedenk- und Erinnerungszeichen der Stadt Wien. Sie war Redaktionsmitglied der Zeitschrift zeitgeschichte. Sie unterzeichnete die Jerusalem Declaration on Antisemitism.

Für das im Jahr 2014 übergebene Denkmal für die Verfolgten der NS-Militärjustiz, über das in einem Wettbewerb entschieden wurde, saß u. a. Heidemarie Uhl in der Jury.
Heidemarie Uhl starb am 11. August 2023 nach kurzer Krankheit im Alter von 66 Jahren. Ihre Urne wurde in Graz am Friedhof St. Peter beigesetzt.

## Auszeichnungen
- 1999: Victor-Adler-Staatspreis für Geschichte sozialer Bewegungen
- 2018: Goldenes Verdienstzeichen des Landes Wien[11]

## Schriften und Werke (Auswahl)

### Monografien
- Geschichte der Steirischen Kammer für Arbeiter und Angestellte in der Ersten Republik. Unter Mitarbeit von Ursula Leiner. Europaverlag, Wien 1991, ISBN 3-203-51156-8.
- Zwischen Versöhnung und Verstörung. Eine Kontroverse um Österreichs historische Identität fünfzig Jahre nach dem „Anschluß“. Böhlau, Wien 1992, ISBN 3-205-05419-9 (= Böhlaus Zeitgeschichtliche Bibliothek, Band 17, zugleich Dissertation an der Universität Graz 1988 – eingeschränkte Vorschau).

### Aufsätze, Herausgeberschaft, Sonstiges
- (Hrsg.): Kultur – Urbanität – Moderne. Differenzierung der Moderne in Zentraleuropa um 1900. Aufsatzsammlung, Passagen, Wien 1999, ISBN 3-85165-335-1.
- (Hrsg.): Zivilisationsbruch und Gedächtniskultur. Das 20. Jahrhundert in der Erinnerung des beginnenden 21. Jahrhunderts. Kongress in Wien 2002, Studien-Verlag, Innsbruck-Wien-Bozen 2003, ISBN 3-7065-1923-2.
- mit Bogusław Dybaś, Tomasz Kranz, Irmgard Nöbauer (Hrsg.): Gedenkstätten für die Opfer des Nationalsozialismus in Polen und Österreich. Bestandsaufnahme und Entwicklungsperspektiven. Peter Lang Edition, Frankfurt am Main 2013, ISBN 978-3-631-62461-6.
- mit Ljiljana Radonić (Hrsg.): Gedächtnis im 21. Jahrhundert. Zur Neuverhandlung eines kulturwissenschaftlichen Leitbegriffs. transcript, Bielefeld 2016, ISBN 978-3-8376-3236-1.
- mit Dieter J. Hecht, Michaela Raggam-Blesch (Hrsg.): Letzte Orte. Die Wiener Sammellager und die Deportationen 1941/42. Mandelbaum-Verlag, Wien 2019, ISBN 978-3-99136-016-2.
- mit Ljiljana Radonić (Hrsg.): Das umkämpfte Museum. Zeitgeschichte ausstellen zwischen Dekonstruktion und Sinnstiftung. transcript, Bielefeld 2020, ISBN 978-3-8376-5111-9.
- mit Richard Hufschmied, Dieter A. Binder (Hrsg.): Gedächtnisort der Republik. Das Österreichische Heldendenkmal im Äußeren Burgtor der Wiener Hofburg. Geschichte – Kontroversen – Perspektiven. Brill-Böhlau, Wien 2021, ISBN 978-3-205-20905-8.[12]

### Interviews, Videos, Streams
- Heidemarie Uhl: Das österreichische Gedächtnis auf YouTube, 1. Februar 2019, abgerufen am 15. August 2023.
- oe1: März 1938: Radiokolleg, Teil 4 – Heidemarie Uhl auf YouTube, 11. März 2018, abgerufen am 15. August 2023.
- profil-Podcast: Darf man Denkmäler stürzen, Heidemarie Uhl? auf YouTube, 27. Juni 2021, abgerufen am 15. August 2023.
- Alfred Klahr Gesellschaft: Die Moskauer Deklaration und der Umgang Österreichs mit der „Opfer-These“